# Sport en Norvège
Le sport en Norvège occupe une place importante dans la culture norvégienne. Les sports les plus populaires sont le football, le ski de fond, le biathlon, le saut à ski et, à un degré moindre, le hockey sur glace. La Norvège occupe le premier rang des nations aux Jeux olympiques d'hiver, avec plus de médailles d'or, d'argent et de bronze que tous les autres pays participants, et ses deux athlètes  Marit Bjørgen (ski de fond) et Ole Einar Bjørndalen (biathlon) sont les plus couronnés des éditions olympiques hivernales avec respectivement 15 et 13 médailles olympiques ainsi que huit titres, un record qu'ils partagent avec leur compatriote fondeur Bjorn Daehlie.    
Le sportif norvégien de l'année est désigné annuellement depuis 1948 par l'association nationale des journalistes sportifs norvégiens.

## Disciplines

### Football
Le football est le sport le plus populaire en Norvège en termes de licenciés (352 165), même si lors d'un sondage de 2015 le football fut classé loin derrière le biathlon et le ski de fond en termes de popularité.  L'équipe nationale de football norvégien a participé trois fois à la Coupe du Monde de football (1938, 1994,1998), et une fois au Championnat d'Europe de football (2000). Le classement FIFA moyen de la Norvège est 33e, avec pour meilleur classement annuel, 4e (1993). Historiquement, l'équipe de Norvège féminine de football est l'équipe qui a eu le plus de succès au niveau international, gagnant Coupe du Monde (1995), Championnat d'Europe (1987 et 1993), ainsi que Jeux Olympiques (2000). Son classement FIFA moyen est 8e. C'est aussi chez les femmes que le football norvégien a connu son seul et unique Ballon d'Or, en la personne d'Ada Hegerberg. 

### Ski
Si le football devient rapidement le sport d'été, le ski reste le sport national d'hiver dans les années 1920.

### Handball
Le handball est aussi un sport populaire particulièrement chez les femmes. L’équipe féminine ayant remporté à 6 reprises le championnat d’Europe de handball.

### Hockey sur glace
Le hockey sur glace est en croissance constante, avec l'équipe nationale de hockey masculin qui gagna dix places dans le Classement mondial de l'IIHF de 2004 à 2014.

### Escalade
Entre ses falaises escarpées pleines de cascades gelées et ses parcs en plein air ou salles d'escalade, la Norvège a beaucoup à offrir aux grimpeurs.

### Échecs
Les échecs gagnent aussi en popularité. Magnus Carlsen est l'actuel champion du monde. Il y a environ 10 grands maîtres et 29 maîtres internationaux en Norvège.

### Golf
Suzann Pettersen est la golfeuse norvégienne la plus célèbre.

## Jeux olympiques
La première participation de la Norvège aux Jeux olympiques eut lieu en 1900. Depuis, elle a envoyé des athlètes à tous les Jeux, sauf pour les Jeux de 1904 peu fréquentés et les Jeux olympiques d'été de 1980 (participation au boycott menée par les Américains). Les athlètes de sports d'hiver norvégiens célèbres sont, par exemple, le biathlète Ole Einar Bjørndalen et les fondeurs Marit Bjorgen et Bjørn Daehlie.
La Norvège a accueilli les Jeux à deux reprises :
- Jeux olympiques d'hiver de 1952 ;
- Jeux olympiques d'hiver de 1994.

En 24 participations aux Jeux olympiques d'été, la Norvège a remporté 56 médailles d'or, 49 médailles d'argent et 43 médailles de bronze, soit un total de 148 médailles.
En 22 participations aux Jeux olympiques d'hiver, la Norvège a remporté 118 médailles d'or, 111 médailles d'argent et 100 médailles de bronze, soit un total de 329 médailles, ce qui la place devant toutes les autres nations.          